# Besuch aus heiterem Himmel
Besuch aus heiterem Himmel ist eine deutsche Verwechslungskomödie von Ferdinand Dörfler aus dem Jahr 1959.

## Handlung
John Underhower, Präsident einer US-amerikanischen Firma, wettet mit seinen Kollegen um 20.000 Dollar, dass es Gespenster gibt. Zum Beweis soll er ein echtes Gespenst mit nach Amerika bringen. Einst verbrachte er seine Kindheit in der Nähe der Burg Waldenfels, die er nun in der Hoffnung auf ein Schlossgespenst kauft. Sein Cousin Hans Unterhuber, der ihm von Reichtum und Burgbesitz vorgeschwindelt hat, arbeitet unterdessen auf der Burg als Museumsführer. Seine einzigen Mitstreiter sind die junge Monika und sein Neffe Beppi. Als sich John per Karte zum Besuch auf der Burg ankündigt, beschließen die drei, John reiche Verhältnisse vorzugaukeln.
John will seinen Cousin ebenfalls hereinlegen und tut sich mit einem Zirkus zusammen, der unweit der Burg Halt gemacht hat. Er gibt sich als Artist aus und zieht mit dem Zirkus in der Burg ein. Hier ist unterdessen auch Johns Tochter Eve angekommen, die in München Malerei studiert und vor Ort einige Zeichnungen anfertigen wollte. Ihr folgt so hartnäckig wie verliebt der Spielzeugmacher Peter, den Eve jedoch regelmäßig abblitzen lässt. Erst als beide während einer Burgführung in der Speisekammer der Burg eingeschlossen werden, versöhnen sie sich. In der Kammer findet sie auch Hans, der sie eigentlich rauswerfen will, jedoch vor John das Gesicht wahren muss. Er gibt Eve und Peter als Herzogspaar aus und beide dürfen auf der Burg bleiben. Monika spielt unterdessen eine ungarische Gräfin, während Hans vor John den Burgbesitzer mimt.
Es kommt zu einer feuchtfröhlichen Nacht, die am nächsten Tag zum Eintreffen des zuständigen Domänenverwalters von Säuerlich führt. Der will sich davon überzeugen, dass vor Ort alles mit rechten Dingen zugeht. Hans hat vor John behauptet, eine weiße Frau, die Ausländern gegenüber sehr garstig reagieren kann, spuke nachts in der Burg. John wiederum hofft, ein echtes Gespenst fangen zu können, ahnt jedoch, dass jemand des Burgpersonals einfach ein Gespenst spielt. Auch vor Säuerlich muss Hans an seiner Gespensttheorie festhalten, und so gehen Hans, Beppi und Säuerlich die nächste Nacht auf Gespensterjagd. John hat unterdessen das Zirkuspersonal in gruselige Kleider gesteckt, und so spukt es in der Nacht an jeder Ecke, während John der weißen Frau folgt und sie schließlich mit einem Lasso einfangen kann – es ist Monika, in die sich John längst verliebt hat. Auch Eve und Peter finden zusammen, nachdem sie sich wegen Monikas engem Kontakt zu John, ihrem Vater, eifersüchtig zerstritten hatten. Säuerlich wiederum kann in der Nacht durch striktes Befolgen jeglicher Überwachungsregeln keinerlei Unregelmäßigkeiten erkennen, während Hans und Beppi von den zahlreichen „Gespenstern“ in Angst und Schrecken versetzt werden. Als Säuerlich beide maßregeln will, erscheint John und löst auf, dass er als neuer Besitzer längst das Sagen über die Burg hat. Er ernennt den dankbaren Hans zum neuen Domänenverwalter und Beppi wird der neue Kastellan. Mit Monika im vorbereiteten Gespensterkäfig zieht John schließlich davon.

## Produktion
Besuch aus heiterem Himmel war der letzte Film des Produzenten und Regisseurs Ferdinand Dörfler. Seine Tochter Johanna, bekannt als Schauspielerin Hanna Hutten, übernahm unter ihrem bürgerlichen Namen die Produktionsleitung.

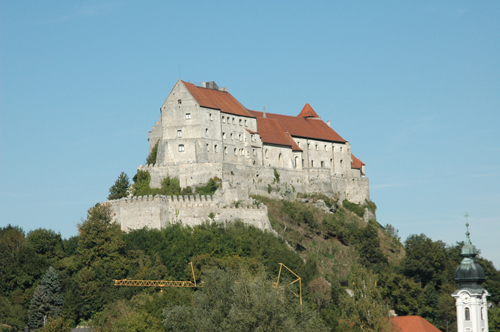
Die Burg zu Burghausen, ein Drehort des Films

Der Film wurde 1958 auf der Burg zu Burghausen an der Salzach gedreht. Die Innenaufnahmen entstanden in den Bavaria Filmstudios.
Besuch aus heiterem Himmel erlebte am 5. Februar 1959 im Kölner Rex seine Premiere.
Ein Alternativtitel des Films lautet nach einem im Film gesungenen Lied Jetzt ist er da aus USA.

## Kritik
Der film-dienst kritisierte 1959, dass, „weil nichts Rechtes geschieht, … das Ganze nur als ein mühsam lustiger Klamaukscherz dahin[plätschert]. Schön und von jedem Blickwinkel gleich reizvoll-romantisch zeigt sich dabei Deutschlands größte Burg, Burghausen an der Salzach. Man bedauert, kein hübscheres Spiel vor diesem Hintergrund abrollen zu sehen.“
Das 1990 vom film-dienst herausgegebene Lexikon des Internationalen Films nannte den Film ein „inhaltsarmes Verwechslungsspiel zwischen armen und reichen Vettern“. Besuch aus heiterem Himmel sei „ein mühsam lustiger Klamaukfilm“.
Cinema befand, dass die „fröhlichen Verwechslungsspielchen“ „heute eher langweilen. Fazit: Der Spukschlossposse fehlt Geist.“